# Fernaufklärungsgeschwader 101
Das Fernaufklärungsgeschwader 101 war ein Verband der Luftwaffe der Wehrmacht im Zweiten Weltkrieg.

## Aufstellung
Der Stab und die II. Gruppe entstanden am 15. Februar 1943 auf dem Fliegerhorst Perleberg (Lage) aus der Aufklärungsschule 3 F, die wiederum am 1. September 1939 auf dem Fliegerhorst Jüterbog-Waldlager (Lage) gegründet wurde. Die II. Gruppe setzte sich aus dem Stab und der 3. und 4. Staffel zusammen.
Die I. Gruppe bildete sich am gleichen Tage in Großenhain (Lage) und hatte ihren Ursprung in der Aufklärungsschule 1 F. Die I. Gruppe verfügte über den Stab und die 1. und 2. Staffel.

## Geschichte
Die beiden Gruppen des Geschwaders blieben während der gesamten Zeit ihres Bestehens auf ihren Heimatbasen stationiert und dienten der Ausbildung von Fernaufklärer-Besatzungen. Dazu bedienten sie sich Schulflugzeugen vom Typ Arado Ar 96, Bücker Bü 131, Bü 181, Junkers Ju 88, Ju 188, Messerschmitt Bf 109, Bf 110 und der Me 410. Es fanden keine Fronteinsätze statt.

## Kommandeure

### Geschwaderkommodore
| Dienstgrad | Name            | Zeit                                  |
| ---------- | --------------- | ------------------------------------- |
| Oberst     | Roman Schneider | 15. Februar 1943 bis 5. Dezember 1944 |

### Gruppenkommandeure
I. Gruppe
- Major Hans-Ulrich Michael, 15. Februar 1943 bis 7. April 1944
- Hauptmann Hans-Otto Heindorff, 8. April 1944 bis 25. November 1944
- Hauptmann Herbert Seidensticker, 26. November 1944 bis 5. Dezember 1944

II. Gruppe
- Major Ludwig Wagenfeld, 15. Februar 1943 bis 14. August 1944
- Hauptmann Otto Wüllenweber, 22. August 1944 bis 3. September 1944